# Rosenmandel
Rosenmandel (Prunus triloba) är en art i familjen rosväxter. Arten är utbredd från Afghanistan till centrala Asien och Mongoliet. Rosenmandel odlas som prydnadsväxt i Sverige.

## Varieteter
- var. triloba - fylldblommig, ej känd vildväxande. Producerar endast sällan frukter.
- var. simplex - den vildväxande varianten med enkla blommor. Den sätter rikligt med frukt.

## Sorter
- Atropurpurea - bildar stora buskar eller små träd med upprätta grenar. Blommorna är relativt små, mörkt rosa med violetta inslag, halvfyllda.
- Multiplex - små buskar med överhängande grenar. Blommorna är tätt fyllda, rosa med ståndare som är längre än halon. Pistillen utvecklas inte.
- Petzoldii - har ovala eller äggrunda blad som aldrig är treflikiga. Blommorna är rosa, fyllda men med mindre än 10 kronblad.
- Truncata - har blad som är tvärt huggna i toppen. Blommorna utvecklar oftast inte något fruktämne.

## Synonymer
var. simplex (Bunge) Rehder 
Aflatunia ulmifolia (Franchet) Vassilczenko
Amygdalopsis lindleyi Carrière
Amygdalus pedunculata Bunge nom. illeg. non Pall.
Amygdalus pedunculata var. simplex Bunge
Amygdalus ulmifolia (Franchet) Popow
Louiseania ulmifolia (Franchet) Pachom.
Prunopsis lindleyi (Carrière) Andre
Prunus baldschuanica Regel
Prunus triloba f. normalis Rehder
Prunus ulmifolia Franchet
var. triloba
Amygdalus triloba (Lindley) Ricker
Amygdalus triloba var. plena (Dippel) S.Q.Nie
Armeniaca triloba hort.
Cerasus triloba (Lindley) A.I.Baranov & T.N.Liou
Cerasus triloba var. plena (Dippel) A.I.Baranov & Liou
Louiseania triloba (Lindley) Pachom.
Persica triloba (Lindley) Drobov
Prunus triloba var. plena Dippel
Atropurpurea
Prunus triloba var. atopurpurea hort.
Multiplex
Amygdalus pedunculata var. multiplex Bunge
Prunus triloba f. multiplex (Bunge) Rehder
Petzoldii
Amygdalus petzoldii (K.Koch) Ricker
Armeniaca petzoldii (K.Koch) hort.
Armeniaca petzoldii hort.
Prunus petzoldii K. Koch
Prunus triloba f. petzoldii (K.Koch) Q.L.Wang
Prunus triloba var. petzoldii (K.Koch) L.H.Bailey
Truncata
Amygdalus triloba var. truncata (Komarov) S.Q.Nie
Cerasus triloba var. truncata (Komarov) A.I.Baranov & Liou
Prunus triloba var. truncata Komarov